# 対清弁妄
『対清弁妄』（たいしんべんもう、旧字体：對淸辯妄󠄁）は、荒尾精の最後の著作（1895年3月出版）。日清戦争後、日本は清国に対し領土割譲や賠償金を要求すべきではないと訴えた。

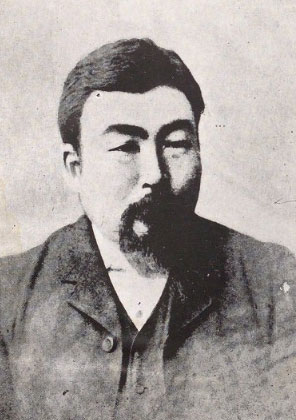
荒尾精

## 概要
荒尾は日中両国が互いに貿易を盛んにして国力を強くし、日中が連携して西欧列強の侵略に対抗しなければならないと構想していた。日清戦争はこの「協同防御の大義」を理解しない腐敗した清王朝を倒す「義戦」であり、勝利後は中国を改造して、日中連携を図るべきであると主張した 。もし日本がこの「大義」を忘れ、勝利の余勢を駆って清国に対し領土割譲や賠償金を要求すれば、西欧列強も必ず介入して同様の要求をし、結果として清国は四分五裂し大混乱に陥って、「日中連携」「貿易富国」は達成できなくなることを危惧した。しかし、荒尾の訴えは当時の日本の政府と世論には届かなかった。荒尾の予言通り、1895年（明治28年）4月西欧列強（ドイツ、フランス、ロシア）による三国干渉を惹起し、遼東半島を清に返還せざるを得なくなった。一方、列強はこの干渉以降、中国の分割支配に本格的に乗り出すことになった。列強は清に対して対日賠償金への借款供与を申し出て、その見返りに次々と租借地や鉄道敷設権などの権益を獲得していった。